# Eva Hadrabová
Eva Hadrabová (12. Januar 1902 in Luschna – 13. Februar 1973 in Wien) war eine tschechische Opernsängerin (Mezzosopran).

## Leben und Werk
Hadrabová war von 1930 bis 1936 an der Wiener Staatsoper engagiert und sang dort – neben einigen kleinen Partien – auch Hauptrollen, wie die Dorabella in Così fan tutte, den Komponisten in Ariadne auf Naxos, die Lisa in Pique Dame und den Octavian im Rosenkavalier. Sie war Marie, die Titeldarstellerin in der Verkauften Braut. In den Vier Grobianen verkörperte sie die Marina, im  Idomeneo den Idamante und im Parsifal war sie sowohl das 2. Blumenmädchen, als auch Klingsor’s Zaubermädchen. In Schwanda, der Dudelsackpfeifer sang sie fünfzehn Mal die Dorota, im Siegfried fünf Mal die Stimme des Waldvogels und im Simon Boccanegra sechs Mal die Amelia Grimaldi.
Bei den Salzburger Festspielen sang sie 1930 im Dom Bruckners Große Messe in f-Moll, 1931 bis 1933, sowie 1935 und 1936 die Dorabella, 1932 und 1933 den Hüter des Tempels und die Stimme des Falken in der Frau ohne Schatten, 1932 Bachs Hohe Messe in h-Moll, 1933 bis 1935 den Octavian, 1934 auch die 3. Magd in Elektra.